# Округ Стивенс (Канзас)
Округ Стивенс (енгл. Stevens County) је округ у америчкој савезној држави Канзас. По попису из 2010. године број становника је 5.724. Седиште округа је град Хјуготон.

## Демографија
Према попису становништва из 2010. у округу је живело 5.724 становника, што је 261 (4,8%) становника више него 2000. године.
| Група             | 2000.         | 2010.         |
| Белци             | 4.122 (75,5%) | 3.744 (65,4%) |
| Афроамериканци    | 51 (0,9%)     | 16 (0,3%)     |
| Азијати           | 13 (0,2%)     | 15 (0,3%)     |
| Хиспаноамериканци | 1.187 (21,7%) | 1.866 (32,6%) |
| Укупно            | 5.463         | 5.724         |